# Vật mạt vụn núi lửa

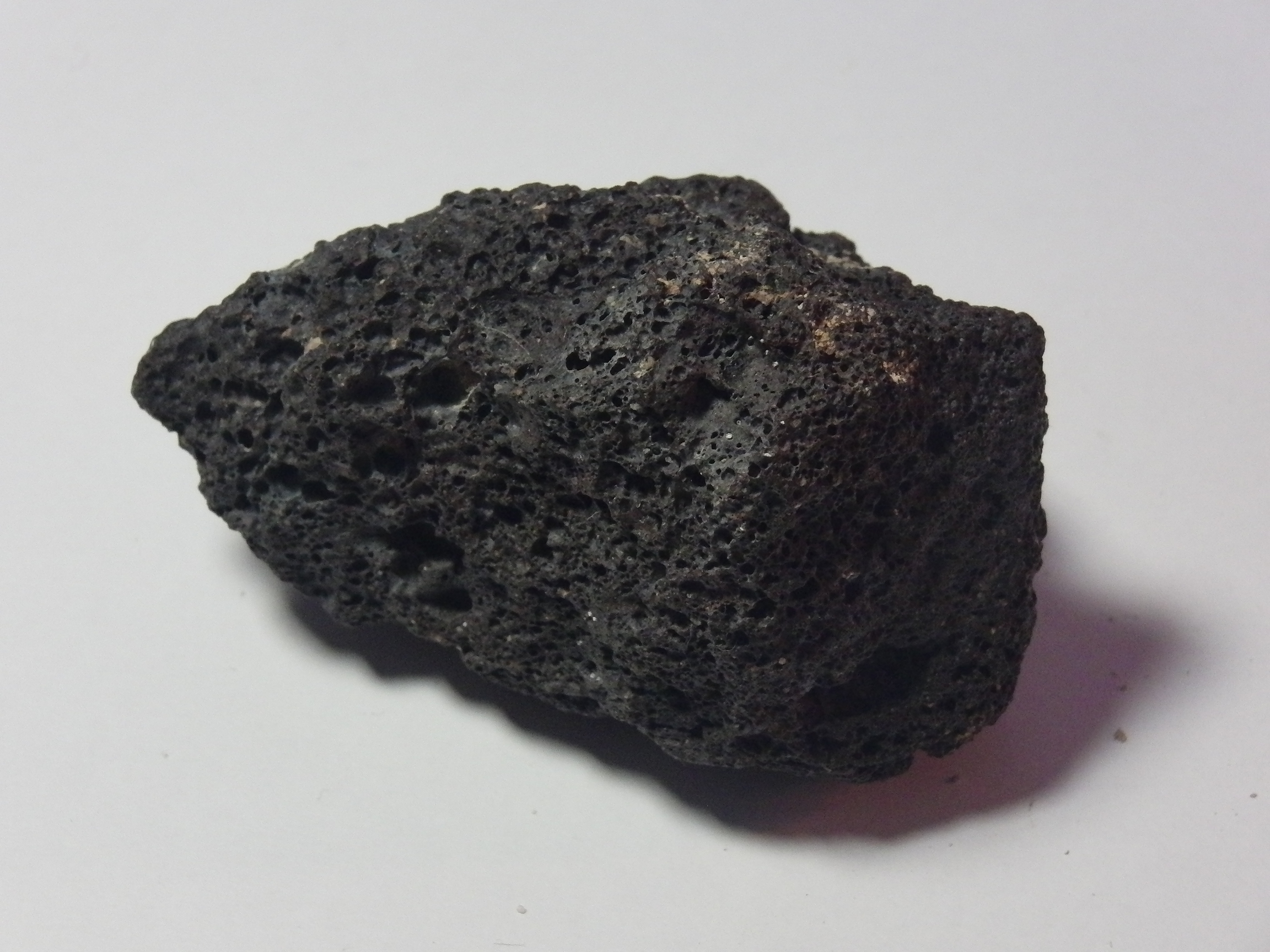
Một vật mạt vụn núi lửa (chọn lấy từ bang California, Hoa Kỳ).

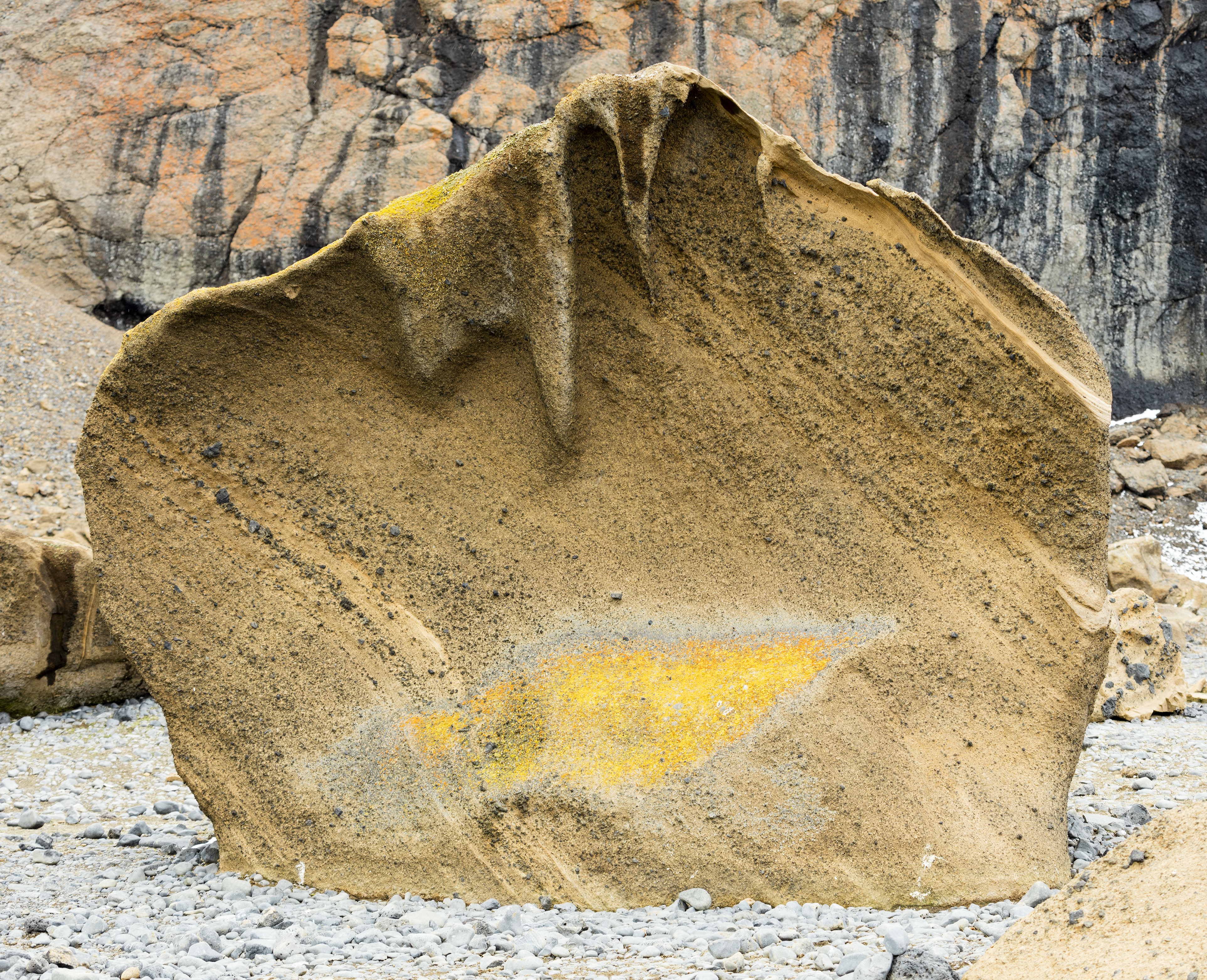
Vật mạt vụn núi lửa ở Bờ biển Brown, châu Nam Cực (năm 2016).

Vật mạt vụn núi lửa (chữ Anh: Pyroclastic tephra), còn gọi là mạt vụn phun ra núi lửa, là vật chất mạt vụn vì nguyên do núi lửa hoạt động nên sản sinh. Nó là do dung nham mà nghẽn kẹt ở bên trong đường thông suốt núi lửa và nham thạch chung quanh của bên trong đường thông suốt núi lửa phá vỡ đập vụn vào lúc núi lửa phun bắn ra mà thành. Những mạt vụn phun ra núi lửa này nếu bị gắn dính vào trở nên thành thể khối, thì gọi làm đá mạt vụn núi lửa.

## Giới thiệu giản lược

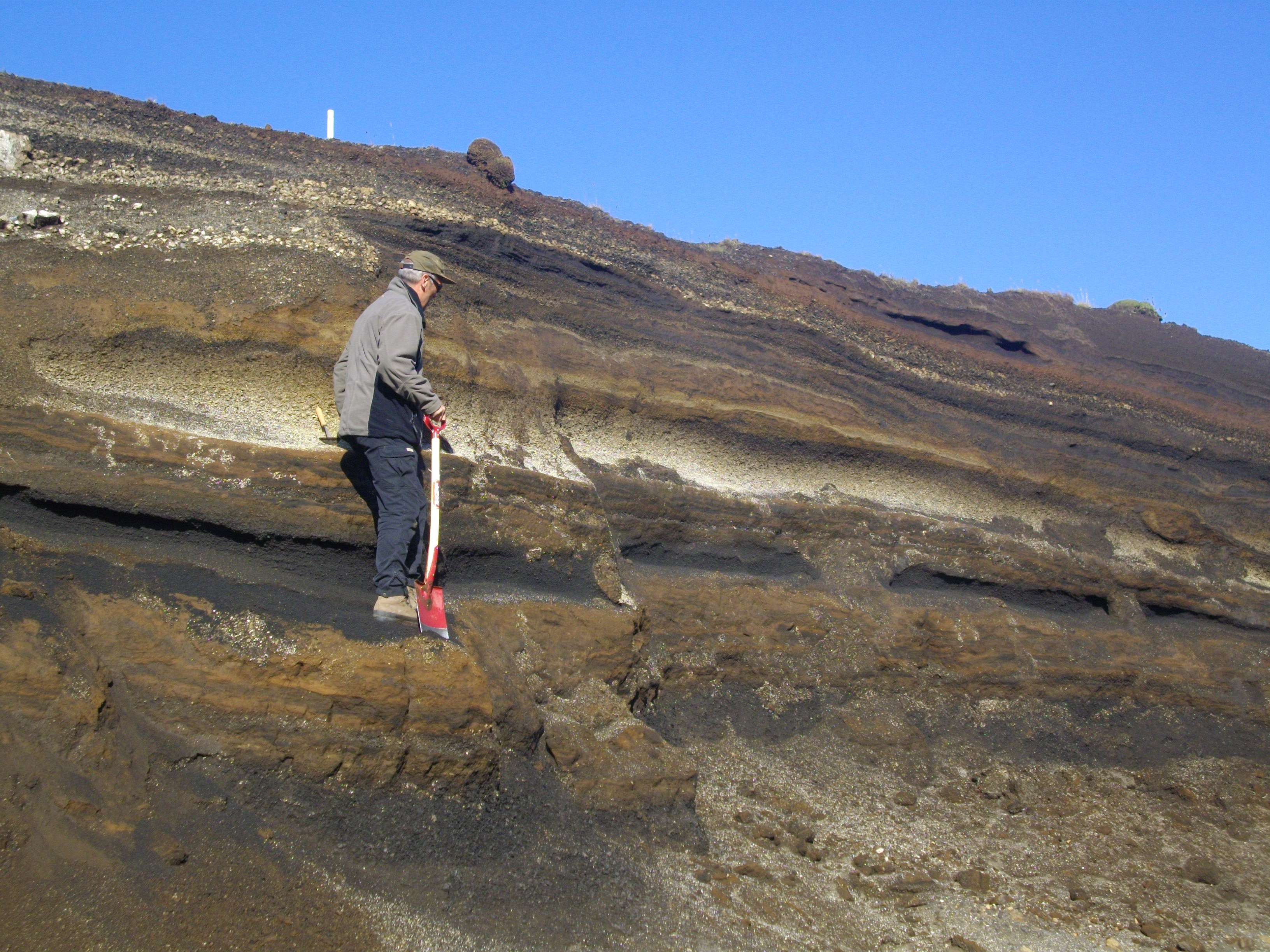
Phạm vi quan sát của vật mạt vụn núi lửa ở giữa phía nam Iceland: lớp nhạt màu và có độ dày ở giữa tấm ảnh là vật mạt vụn núi lửa rhyolit đến từ núi lửa Hekla.

Vật mạt vụn núi lửa, còn gọi là mạt vụn phun ra núi lửa, là tên gọi phổ biến mà nhà núi lửa học hướng về mạt vụn núi lửa do núi lửa bạo phát phun ra nhưng mà không có hình thành đá mạt vụn núi lửa hoặc đá túp (tức đá tro ngưng), thành phần, thể tích và phương thức lấn chiếm chỗ của những mạt vụn này không giống nhau. Nếu có vật mạt vụn núi lửa số lượng nhiều ở trong không khí, thì tia sáng và nhiệt năng của mặt trời sẽ bị phản xạ lìa khỏi trái đất, có một ít tình huống sẽ dẫn đến nhiệt độ không khí xuống thấp thậm chí đến mùa đông núi lửa. Mạt vụn phun ra núi lửa kết hợp với mưa xuống, thì hình thành mưa axít và tuyết axít.
Mạt vụn phun ra núi lửa có thể dựa vào thể tích của nó mà phân chia:
1. Tro núi lửa: đường kính nhỏ hơn 2 milimét.
2. Sỏi núi lửa: đường kính ở vào khoảng giữa 2 ~ 64 milimét.
3. Khối núi lửa hoặc đạn núi lửa: đường kính lớn hơn 64 milimét.[1][2]

Niên đại học tro núi lửa căn cứ vào thành phần hoá học và đặc trưng khác nhau của tầng mạt vun phun ra núi lửa, để mà định liệu hạn độ niên đại bất cứ đâu có di chỉ khảo cổ và điểm thưởng ngoạn địa chất.

## Phân loại

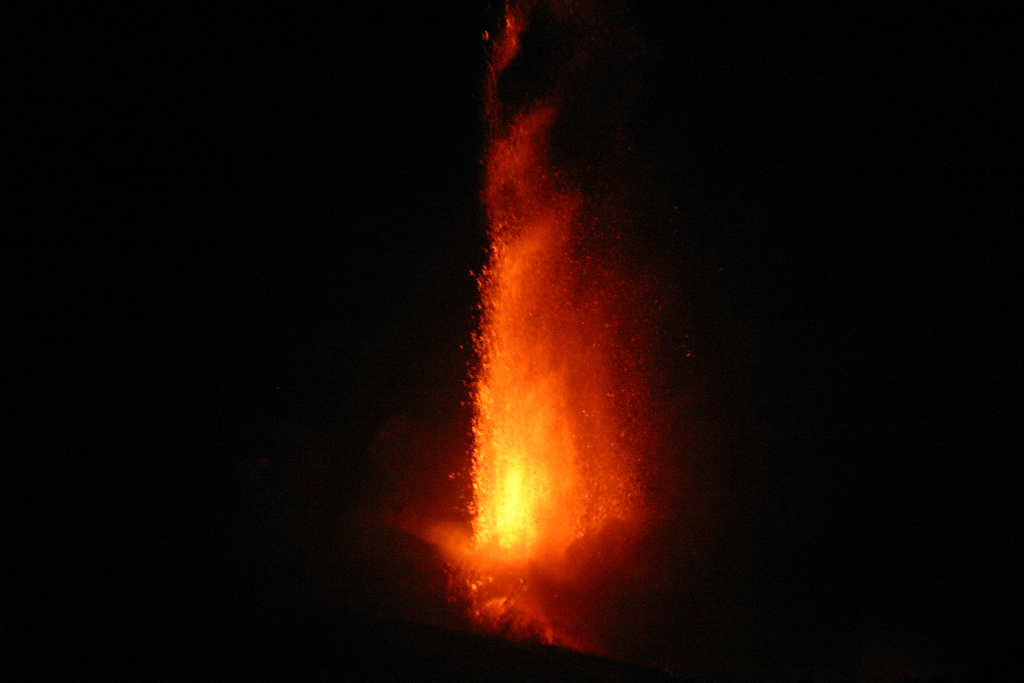
Chùm nham thạch lúc núi lửa phun bắn ra vào năm 2007 ở núi lửa Etna đã sản sinh tro núi lửa, đá bọt và đạn núi lửa.

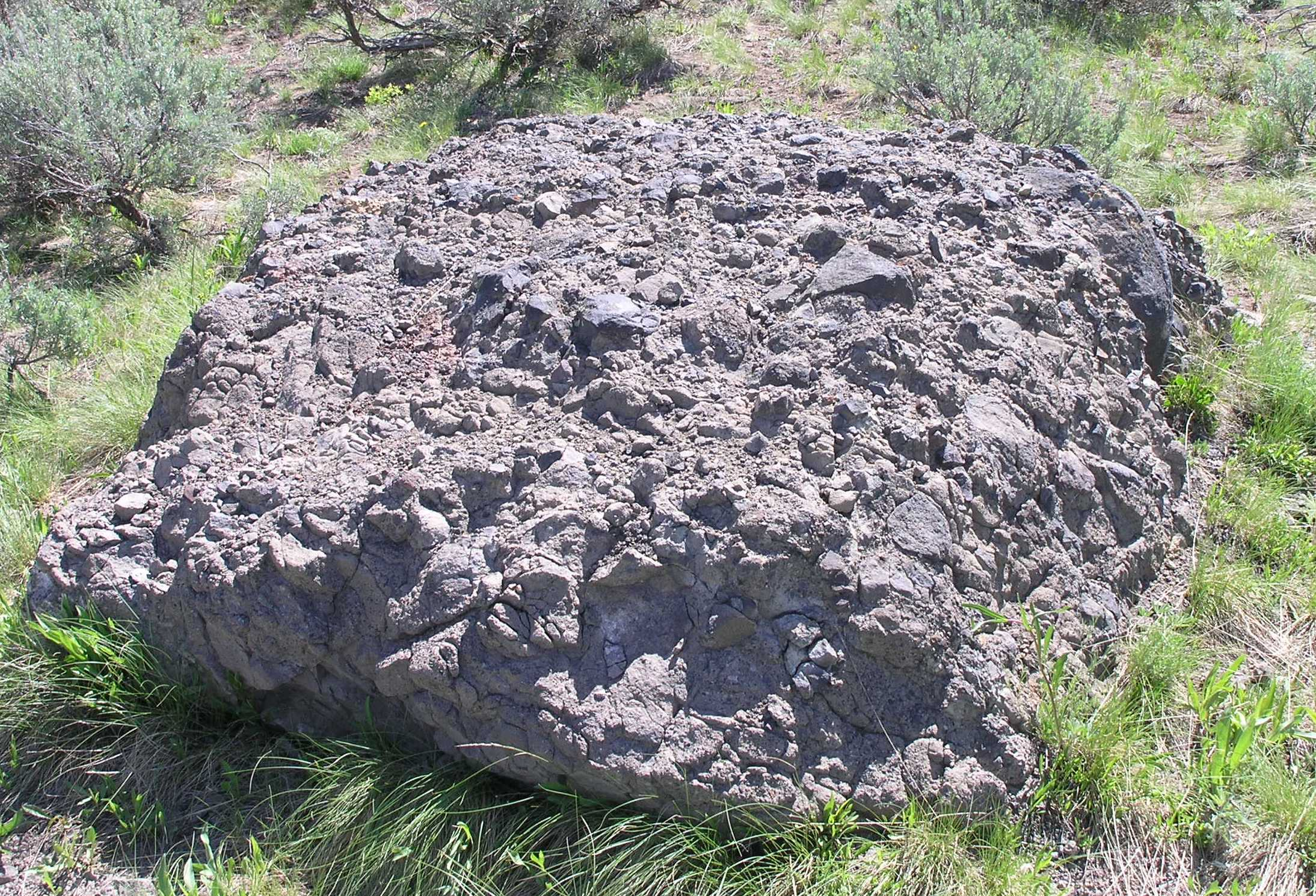
Tro núi lửa ở Jackson Hole.

Căn cứ vào hình thái và cấu tạo của vật mạt vụn núi lửa, vẫn thường hay chia làm ba thứ loại hình: không có hình thái và cấu tạo nhất định, có sẵn hình thái nhất định và có sẵn cấu tạo nội bộ nhất định, xem bên dưới:
| Trạng thái lúc phun bắn ra | Trạng thái lúc phun bắn ra | Trạng thái cố kết hoặc bán cố kết               | Thể lưu động                  | Thể lưu động                                      |
| -------------------------- | -------------------------- | ----------------------------------------------- | ----------------------------- | ------------------------------------------------- |
| Trạng thái lúc phun bắn ra | Trạng thái lúc phun bắn ra | Cấu tạo hình trạng                              |                               |                                                   |
| Trạng thái lúc phun bắn ra | Trạng thái lúc phun bắn ra | Không có hình trạng và cấu tạo nội bộ nhất định | Có hình trạng nhất định       | Có kết cấu nội bộ nhất định (bản thể có nhiều lỗ) |
| Đường kính hạt viên        | {\displaystyle >64mm}      | Khối núi lửa                                    | Đạn núi lửa                   | Đá bọt                                            |
| Đường kính hạt viên        | {\displaystyle 2<...<64mm} | Sỏi núi lửa                                     | Bánh bột dung nham            | Bã núi lửa                                        |
| Đường kính hạt viên        | {\displaystyle <2mm}       | Tro núi lửa                                     | Tóc núi lửa, nước mắt núi lửa |                                                   |

## Từ nguyên học
Từ ngữ "tephra" và "pyroclast", hai từ này được thu từ chữ Hi Lạp. Tephra (τέφρα) chỉ "tro". Ý nghĩa của pyro (πῦρ) là "lửa", ý nghĩa của klastos (κλαστός) là "làm vỡ, làm hư hỏng". Nghiên cứu về cấp bậc mạt vụn núi lửa gọi là mạt vụn học núi lửa.